# Partizanska bolnišnica
Partizanska bolnišnica je izraz za sanitetno-medicinske ustanove, ki so delovale v času 2. svetovne vojne (NOB) na območju Slovenije. Tovrstne bolnišnice so bile povečini manjše lesene koče, locirane predvsem v globokih gozdovih, daleč od tedanjega cestnega omrežja. Njihov namen je bila pomoč obolelim ali ranjenim partizanom.

## Razvoj partizanskih bolnišnic[1]
Glavno poveljstvo je kmalu po ustanovitvi imenovalo sanitetnega referenta pri glavnem poveljstvu in avgusta 1941 so bili zdravniki v Ljubljani že organizirani v močnem zdravniškem matičnem odboru Osvobodilne fronte. Njegovo delo je bilo na začetku predvsem zbiranje sanitetnega materiala, skrb za prve ranjence, vodstvo prvih sanitetnih tečajev in pošiljanje prvih zdravnikov na teren k ranjencem. 
Prvi velik razmah je partizansko zdravstvo doživelo z nastankom prvega osvobojenega ozemlja leta 1942. Že konec maja 1942 je prišlo iz Ljubljane 15 zdravnikov, en študent medicine in en zobni tehnik. Zdravnike so razdelili po večjih partizanskih enotah, nekaj so jih poslali tudi v druge pokrajine, ostale pa porazdelili po prvih partizanskih bolnišnicah, ki so jih začeli graditi po vsej Ljubljanski pokrajini. 
Prva od takih bolnišnic je bila Partizanska bolnišnica Krvavice v Iškem Vintgarju, ki je nastala maja 1942, drugo pa so organizirali v začetku junija 1942 na Daleč hribu pri Podstenicah na Kočevskem Rogu. Ta je kmalu postala prva centralna bolnišnica in je bila daleč najbolje opremljena. Med ofenzivo avgusta 1942 so jo Italijani zažgali, a je osebje poprej spravilo ranjence na varno. Po ofenzivi so postavili dve novi postojanki, Jelenžleb in Partizansko bolnišnico Jelendol, od katerih je slednja ohranjena še danes. Sredi julija 1942 je začela na Rogu nastajati postojanka, ki je kasneje dobila ime Partizanska bolnišnica Vinica. V začetku julija sta nastali dve bolnišnici, pri Zapotoku pod Kureščkom in na Smuki v Kočevskem Rogu. V tem času so nastale nove bolnišnice tudi na Gorjancih, nad Loškim potokom, na Dolenjskem pri Šmarjeti in pri Klevežu. Italijanska ofenziva je razvoj bolnišnic zelo zavrla. Že januarja 1943 pa so v glavnem štabu začeli razmišljati o ustanovitvi novih bolnišnic in na novo organizacijo partizanske sanitete tudi v vojaških enotah. Na Kočevskem Rogu so znova začeli graditi nove bolnišnice in bolnišnica Jelendol je postala nekaka centralna bolnišnica; dobila je ime Slovenska centralna vojna partizanska bolnica (SCVPB). Pod njeno upravo je spomladi 1943 spadalo že deset postojank. V tem času pa je imela že vsaka partizanska brigada tudi svojega zdravnika. 
Kapitulacija Italije, nastanek velikega osvobojenega ozemlja, nastanek 7. korpusa in začetki velikih vojaških operacij pa so postavili sanitetni odsek pri glavnem štabu pred vrsto novih nalog, ki jih je uspešno reševal.
Na Primorskem so bili do začetka pomladi 1943 v partizanskih enotah le bolničarji, ranjence pa so prepuščali zanesljivim ljudem, ki so jih skrivali, zdravili pa zanesljivi zdravniki. Marca 1943 so postavili prvo organizacijo zdravstvene službe. Bolničarje so začeli usposabljati na tečajih v vseh enotah in postojankah. Do začetka julija 1943 so organizirali sedem takih tečajev. 
Tudi na Gorenjskem so v prvih mesecih vstaje puščali ranjence pri zanesljivih ljudeh, kamor so hodili zdravit zanesljivi zdravniki. V začetku junija 1942 so imeli že tudi dva partizanska zdravnika, kmalu zatem pa so začeli postavljati prve partizanske bolnišnice ali ambulante, ki pa so se izredno hitro razvijale. Na Štajerskem, to je na Moravškem, so postavili prve bunkerje za ranjence avgusta 1942.  
Zdravstvo se je v partizanskih enotah na območju Ljubljanske pokrajine ali 7. korpusa razvijal takole.
Že aprila 1944 so po enotah delovali vodni in četni bolničarji, četni nosilci ranjencev, kvalificirani bataljonski bolničarji, brigadni sanitetni referenti (po možnosti zdravnik ali pa študent medicine), brigadni bolničarji in brigadne higienske ekipe. Obe diviziji (15. in 18. divizija)
sta imeli gibljivi bolnišnici, ki sta lahko sprejeli od 60 do 100 ranjencev, in še kirurško ekipo. Pri 
Slovensko-hrvaški vojni partizanski bolnišnici je delovala sanitetna šola. Šele julija 1944 se je pričela težko pričakovana evakuacija ranjencev in bolnikov v Italijo, ki je potekala zelo počasi, tako da je bilo do konca julija evakuiranih le 123 ranjencev in bolnikov. Največja bolnišnica na območju 7. korpusa je bila SCVPB, ki je stala na območju Roga. Bolnišnica je imela 11 strogo tajnih in 2 odprta oddelka. Povprečna kapaciteta posameznega oddelka je bila okoli 10 pacientov. Poleg običajnih oddelkov za ranjence je bil še infekcijski oddelek, porodnišnica, 2 kirurška oddelka s septično in aseptično operacijsko sobo in sobo za okrevanje. Slovenska vojna partizanska bolnišnica - Evakuacijska (SVPB-E) je bila evakuacijska bolnišnica, ki je delovala v dveh vaseh v Beli krajini blizu partizanskega letališča
pri kraju Otok. Tu so se zbirali pacienti, ki so čakali na evakuacijo z letali. Prve evakuacije so bile v Italijo, kasneje pa v Dalmacijo. Bolnišnica je imela kirurški oddelek z operacijsko sobo in oddelek za okrevanje ter dva zdravnika. Baza glavnega štaba NOV in POS v Dalmaciji (Zadar in Novigrad) je bila ustanovljena 5. januarja 1945. V začetku marca 1945 je imela že 479 pacientov, 4 zdravnike 90 ljudi ostalega osebja, ob preselitvi v Ankaran (Valdoltro) pa 583 pacientov, 4 zdravnike in 188 ljudi ostalega osebja.
Saniteta na Primorskem in Gorenjskem se je razvijala počasneje, je pa že poleti 1944 dosegla oblike in raven tega področja v Ljubljanski pokrajini. Bolnišnice so na Primorskem delovale v vzhodnem in zahodnem predelu. Na jugu vzhodne Primorske je v tem času nastala Slovenska vojna partizanska bolnica Pavla, na severu pa enako velika danes bolj poznana Slovenska vojna partizanska bolnica Franja (SVPB-Franja). Nekoliko drugače je bilo na zahodnem Primorskem. Tu je nastala na vzhodnem delu bolnišnica Lidija, ki se je kasneje preimenovala v H. Arnoš. Ta bolnišnica se je kasneje večkrat selila in spreminjala svoje ime v Slovenska vojna partizanska bolnišnica Svoboda in kasneje v
Slovenska vojna partizanska bolnišnica Jakob Završnik. Na severnem delu vzhodne Primorske je zrasla podružnica Vršiček ali P-23, na južnem delu pa Postojanka št. 1 ali Jakobič. Najtežje je bilo zahodnem delu Primorske v Benečiji. Tu je najprej zrasla bolnišnica Milenko, potem pa so začeli graditi večjo bolnišnico C401, ki pa so jo morali marca 1945 preselili na vzhodno Primorsko. 
Na Gorenjskem so bile bolnišnice na desnem bregu Save. Na desnem bregu Save je v tem času obstajala Odredna bolnica 1, ki je bila junija kot oddelek Pokljuka 10 vključena v SVPB-Franja, oktobra pa se je osamosvojila in dobila ime SVPB-Gorenjski sektor, nato pa S-Stol. Poleg te bolnišnice so obstajale še ambulante A, B, C, D in E. Na ozemlju na levem bregu Save je nastala najprej Bolnica 2. gorenjskega odreda, nato pa ambulanta Košuta in ambulanta Hribar. 
Do prihoda 14. divizije se je partizanska saniteta na Štajerskem počasi razvijala. Ko se je 14. divizija odpravila na pohod na Štajersko, je imela s seboj zelo močan in dober medicinski kader. Kot je znano, je imela divizija hude boje, posebno pri prehodu Sotle in je morala zato puščati ranjence v samotnih vaseh na Kozjanskem. Do konca februarja 1944 je imela 14. divizija po podatkih sanitetnega referenta 76 ranjenih, 91 padlih, 264 pogrešanih in 210 bolnikov. Bolnišnic v pravem pomenu besede na Štajerskem (Pohorje) niso poznali, obstajale pa so že zelo zgodaj na kamniškem območju in na Moravškem. Pri pregledu sanitetnih postojank na Štajerskem v tem obdobju se lahko izpostavijo le bolnišnice, ki so delovale na posameznih območjih. Na kamniško-moravško-savinjskem območju so v tem času delovale: SVPB-K s postojanko Triglav in SVPB-M ali Ribnik. Na kamniškem območju je delovala še bolnišnica dr. Mihe, v Matkovem kotu pa so začele nastajati tako imenovane Koroške bolnice. Na zahodnem delu Pohorja so bile ustanovljene bolnišnice: Bertl (Št. Primož ali Pavček I.), Silvester-Kozjak, Krn-Hotimirova bolnica, Kristl ali Nova postojanka in Svoboda. Na vzhodnem delu Pohorja so delovale: Tihi dol Košuta ali Leto, Zaklon, Partizanska bolnišnica Jesen, Pomlad in Zima. Na Kozjanskem pa: R7, R8, R9 in R10. Na Štajerskem je obstajalo še nekaj bolnišnic (bunkerjev) na raznih območji, od katerih pa nekatere niso bile vključene v sanitetni referat IV. operativne cone.   

## Seznam partizanskih bolnišnic v Sloveniji
- Lukova bolnica
- Partizanska bolnišnica Ajdovec
- Partizanska bolnišnica Bobovec
- Partizanska bolnišnica Krvavice (nad Iškim Vintgarjem)
- Partizanska bolnišnica Jelenbreg
- Partizanska bolnišnica Jelenžleb
- Partizanska bolnišnica Jelendol (Kočevski Rog)
- Partizanska bolnišnica Jesen (Pohorje)
- Partizanska bolnišnica Kremen
- Partizanska bolnišnica Lašče
- Partizanska bolnišnica Lesen kamen
- Partizanska bolnišnica Mokrec (Mokrec)
- Partizanska bolnišnica Nova vas
- Partizanska bolnišnica v Kočevskem Rogu (osrednja vojna bolnišnica, Kočevski Rog)
- Partizanska bolnišnica Ogenjca
- Partizanska bolnišnica Planina
- Partizanska bolnišnica Pokljuka (Pokljuka)
- Partizanska bolnišnica Pugled (Kočevski Rog)
- Partizanska bolnišnica Ribnica
- Partizanska bolnišnica Snežnik
- Partizanska bolnišnica Srednja vas
- Partizanska bolnišnica Stari Log
- Partizanska bolnišnica Toplice
- Partizanska bolnišnica Topolovec
- Partizanska bolnišnica Vinica
- Partizanska bolnišnica Krtina
- Partizanska bolnišnica Zalesje (Zalesje)
- Partizanska bolnišnica Zgornji Hrastnik (Kočevski Rog)
- Partizanska bolnišnica Zima (pri počivališču Zima avtoceste A1)
- Paučkove partizanske bolnišnice
- Slovenska centralna vojno-partizanska bolnišnica
- Slovenska vojna partizanska bolnišnica - Evakuacijska
- Slovenska vojna partizanska bolnica Franja
- Slovenska vojna partizanska bolnica Pavla
- Slovenska vojna partizanska bolnišnica Svoboda
- Slovenska vojna partizanska bolnišnica Jakob Završnik
- Slovensko-hrvaška vojna partizanska bolnišnica
- Uprava slovenskih vojnih partizanskih bolnišnic na Štajerskem
- Vojna bolnišnica Kočevje
- Vojna bolnišnica Ribnica